# Faverolle

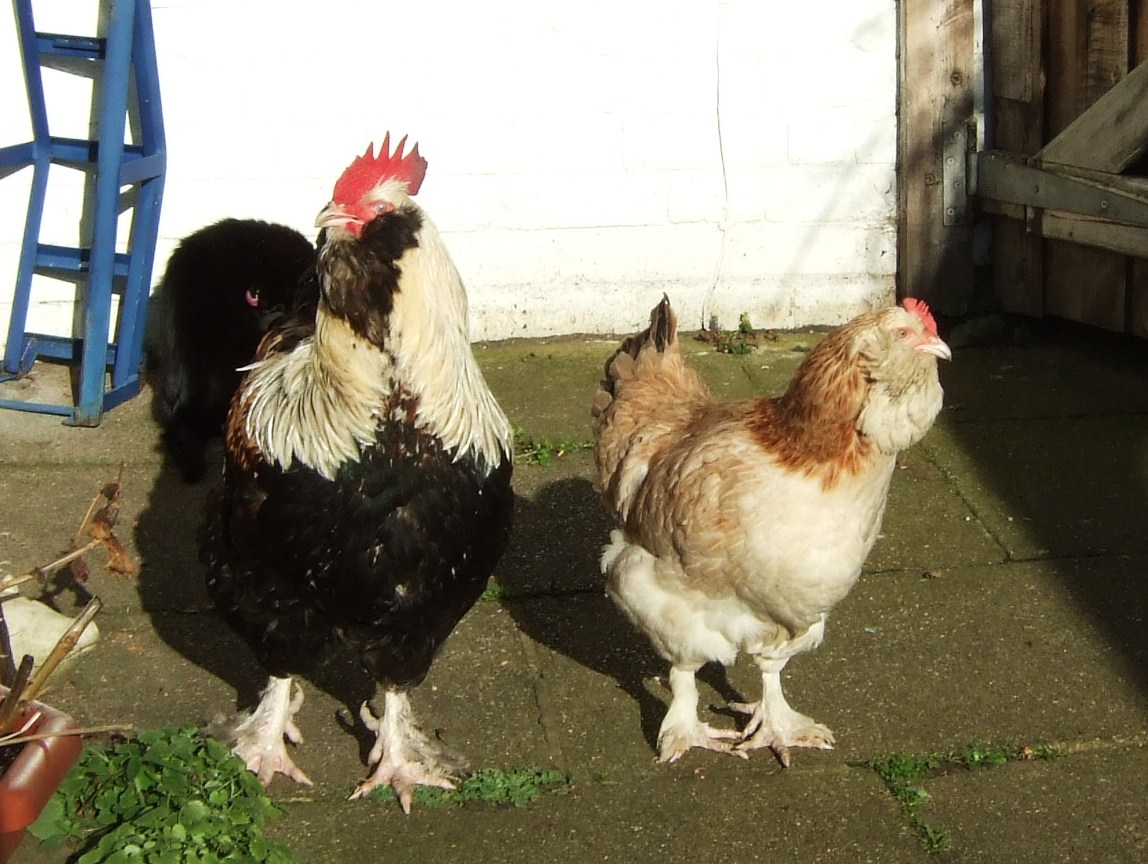
Tupp och höna av faverolle.

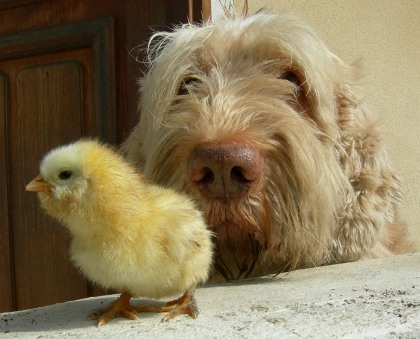
Faverollekyckling och spinonehund.

Faverolle är en tung hönsras från Frankrike, uppkallad efter byn Faverolles utanför Paris. Det finns även en dvärgvariant av rasen, framavlad på 1920-talet i Tyskland.
Faverolle har många goda egenskaper, som att både vara en bra värpras och en bra köttras, och fransmännen är väldigt stolta över rasen. Speciellt känd är faverolle för sitt kött, som är vitt och av hög kvalitet, och det finns en fransk maträtt som tillagas speciellt av dessa höns, kallad petit poussin. 
Rasen förekommer i flera färgvarianter. Ett kännetecken för rasen är dess fylliga skägg som gör att hönsen till utseendet ger ett något ugglelikt intryck. Tuppar av stor ras väger 3,5-4 kilogram och hönorna väger 2,8-3,5 kilogram. En tupp av dvärgvarianten väger omkring 1 kilogram och en höna väger cirka 900 gram. Äggen från en stor höna är gulbruna och väger 55-60 gram. Dvärgvariantens ägg är gulaktiga och väger 38 gram. 
Hönorna värper bra även under vintern, dock ruvar de sällan. Kycklingar av faverolle är tåliga och rasen är snabbvuxen. På den laxfärgade varianten är det tidigt möjligt att könsbestämma kycklingarna, även om det kräver lite erfarenhet, då tuppkycklingarna redan som dagsgamla är lite mörkare än hönkycklingarna. 
Rasen har ett lugnt temperament och hönsen är lätta att få tama. Den flyger sällan vilket gör den enkel att hålla inom hägn.

## Färger
- Blå/kanttecknad
- Gul
- Gul/columbia
- Laxfärgad
- Ljus/columbia
- Svart
- Vit